# 北芝加哥 (伊利諾伊州)
北芝加哥（英語：North Chicago）是一個位於美國伊利諾伊州萊克縣的城市。

## 地理
北芝加哥的座標為42°19′20″N 87°51′16″W / 42.32222°N 87.85444°W，而該地的平均海拔高度為199米（即653英尺）。

## 人口
根據2010年美國人口普查的數據，北芝加哥的面積為20.72平方千米，當中陸地面積為20.68平方千米，而水域面積為0.04平方千米。當地共有人口32574人，而人口密度為每平方千米1,572.1人。